# Winnie the Pooh: Blood and Honey
Winnie the Pooh: Blood and Honey ist ein britischer Slasher-Film des Regisseurs und Drehbuchautors Rhys Frake-Waterfield, der am 15. Februar 2023 in die US-amerikanischen und am 11. Mai 2023 in die deutschen Kinos kam. Bei dem Low-Budget-Film handelt es sich um eine lose Adaption des Kinderbuches Pu der Bär von A. A. Milne, dessen Urheberrechte Anfang 2022 zum größten Teil ausgelaufen waren. Die Hauptrollen übernahmen Nikolai Leon, Craig David Dowsett, Chris Cordell und Maria Taylor. Der Film wurde von Horrorfilm- und Slasherfilm-Fans mehrheitlich als „Enttäuschung“ wahrgenommen und erhielt fast ausnahmslos negative Kritiken.

## Handlung
Christopher Robin ist ein Teenager geworden und geht nun aufs College, um Medizin zu studieren. Seine vermeintlich imaginären Kindheitsfreunde, Winnie Puuh, Ferkel, I-Aah, Kaninchen und Eule lässt er ohne Abschied und Erklärung im Hundert-Morgen-Wald zurück. Für Winnies Clique wird das zum Problem, weil sie offenbar nie gelernt hatten, für sich selbst zu sorgen. Als sie von Christopher keine Nachrichten mehr erhalten und im Winter zu verhungern drohen, verfallen die Hundert-Morgen-Wald-Freunde nach und nach in eine animalische Raserei. Opfer des Wahnsinns wird der arme I-Aah, den die Gruppe schließlich verspeist. Auch Eule und Kaninchen verschwinden mit der Zeit unter nicht näher beschriebenen Umständen. In ihrer Gram und Verzweiflung schwören Winnie und Ferkel Rache und beschließen zudem, für immer zu schweigen. Sie setzen es sich zum Ziel, zur Nahrungsbeschaffung Jagd auf Menschen zu machen und es Christopher heimzuzahlen, sollte dieser es je wagen, zum Hundert-Morgen-Wald zurückzukehren.
Genau das tut Christopher etwa fünf Jahre später. Er hat sich mit der Studentin Mary verlobt und kehrt mit ihr zu Winnies Wald zurück, weil er ihr beweisen will, dass es die Puuh-Bande wirklich gibt. Mary ist zunächst skeptisch und zeigt sich nicht sehr begeistert. Sie findet den Wald eher öde und macht sich aufgrund von Meldungen über vermisste Wanderer in der Gegend Sorgen. Die Stimmung kippt, als beide auf eine große Holzhütte im Hundert-Morgen-Wald stoßen. Christopher ist zunächst etwas verwirrt, da er sich nur an ein Baumhaus erinnern kann, in dem er mit seinen Freunden gelebt und gespielt hat. Als Mary vor dem Eingang auf riesige Vorratstöpfe, gefüllt mit einer Mischung aus Honig und Blut, stößt und Christopher ein noch kokelndes Lagerfeuer entdeckt, werden die beiden nervös. In der Hütte finden sie alte Kindheitsfotos von Christopher. Eines davon zeigt tatsächlich Winnie und seine einstige Clique, zusammen mit Klein-Christopher. Doch das Porträt des Jungen wurde auf sämtlichen Bildern weggekratzt, was ihn Böses ahnen lässt. Inzwischen wird es dunkel und das Paar bemerkt, dass jemand die Hütte betritt. Sie verstecken sich und versuchen etwas später, sich aus der Hütte zu schleichen. Plötzlich stürmt Ferkel herein und geht auf Mary los. Er stranguliert sie mit einer Eisenkette; Christopher will eingreifen, wird jedoch gegen die Kücheneinrichtung geschleudert. Hilflos muss er mit ansehen, wie Ferkel seiner Verlobten das Genick bricht. Als Christopher fliehen will, wird er von Winnie überrascht, von Ferkel niedergerungen und von den beiden in einen verborgenen Teil des Hundert-Morgen-Waldes geschleift. In einer Höhle zeigen sie ihm die traurigen Überreste von I-Aah, bevor Winnie ihn bewusstlos schlägt und später mit I-Aahs langer Rute auspeitscht.
Einige Zeit später wollen die Studentinnen Maria, Jessica, Alice, Zoe und Lara ein großes Ferienhaus nahe des Hundert-Morgen-Waldes beziehen. Maria hat das Haus auf Anraten ihrer Therapeutin gemietet, wo sie sich Erholung und Ablenkung erhofft. Einige Jahre zuvor hatte sie ein traumatisierendes Erlebnis mit einem gefährlichen Stalker, das ihr seitdem keine Ruhe mehr lässt. Eine weitere Freundin, Tina, verspätet sich, weil sie sich mit ihrem Auto verfahren hat. Als sie unterwegs anhält und aussteigt, weil sie Maria via Handy anrufen und nach der richtigen Fahrtroute fragen will, wird sie plötzlich von Winnie verfolgt. Dieser treibt sie in eine nahe, verlassene Holzfällerfabrik. Dort steckt er die Frau kopfüber in einen riesigen Holzhäcksler. Wenig später steigt Lara in den Swimmingpool des Ferienanwesens, nur um dort von Winnie und Ferkel überrascht zu werden. Ferkel fesselt und knebelt sie, während Winnie ihre Wagenschlüssel stiehlt und sie mit dem Auto überfährt. Maria und Jessica haben den Lärm gehört und entdecken ihre Leiche. In Panik sammeln sich die Frauen im Haus, wo Winnie und Ferkel jedoch bald Jagd auf sie machen. Ferkel schlägt Alice nieder und verfolgt Zoe in den Swimmingpool, wo er ihr schließlich den Kopf mit einem gewaltigen Vorschlaghammer zertrümmert. Anschließend verschleppen Ferkel und Winnie die hilflose Alice in den Wald.
Maria und Jessica folgen Winnie und Ferkel zu deren Holzhütte, aus der sie Christopher, Alice und eine weitere Frau namens Charlene befreien. Ihr Ehemann Darrel war bereits von Winnie ermordet worden; Ferkel hat ihr Gesicht entstellt und sie gefoltert. Nun sinnt Charlene erbost auf Rache. Sie nimmt sich Marias Waffe und ruft Ferkel herbei, um ihn zu erschießen. Doch sie verfehlt ihr Ziel und Winnie überrascht sie von hinten. Ferkel bricht ihr das Genick und Winnie jagt Maria und Jessica durch den Wald. Alice, die zurückgeblieben war, schafft es, Ferkel zu überraschen und niederzuringen. Sie fesselt Ferkel und schlägt ihm den Kopf mit seinem eigenen Vorschlaghammer ein. Winnie hört Ferkels Sterbensschreie und kehrt in Windeseile zurück. Er überrumpelt Alice und spießt sie mit einer Machete an einem Holzpfeiler auf. Unterdessen erreichen Maria und Jessica eine Landstraße, wo ihnen ein Auto mit vier Männern entgegenkommt. Die Frauen erklären den Männern ihre Lage. Zunächst skeptisch, staunen die vier nicht schlecht, als überraschend ein sabbernder und grinsender Winnie Puuh vor ihnen steht. Die Männer versuchen, Winnie zu verprügeln, doch der Bär steckt die Schläge schadlos weg. Dann tötet er jeden der vier Männer nacheinander. Der Letzte, der fliehen will, wird von einem gigantischen Bienenschwarm zu Tode gestochen. Maria entwendet das Auto der vier Getöteten und versucht, Winnie zu überfahren. Doch der Bär klammert sich an die Windschutzscheibe, was dazu führt, dass Maria die Kontrolle über den Wagen verliert und gegen einen Baum rast. Als sie wieder bei Sinnen ist, muss sie mit ansehen, wie der Bär Jessica enthauptet. Plötzlich taucht Christopher in einem Wagen auf und quetscht Winnie zwischen den beiden Autos ein.
Christopher und Maria wollen aus dem Wald fliehen, doch Winnie holt sie ein und nimmt Maria als Geisel. Als Christopher seinem ehemaligen Freund anbietet, für immer bei ihm zu bleiben, wenn er das Leben der Frau verschont, schneidet Winnie ihr mit dem Wort „Lügner“ die Kehle durch. Während Maria in Christophers Armen stirbt, grinst Winnie hämisch, bevor er kurz zusammensackt. Christopher nutzt die Chance und flieht, während Winnie wie verrückt auf Maria einsticht.

## Produktion

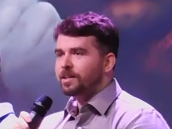
Rhys Frake-Waterfield

Nachdem die Urheberrechte am Kinderbuch Pu der Bär von A. A. Milne Anfang 2022 in die Public Domain übergegangen sind, kündigte das britische Produktionsunternehmen Jagged Edge Productions im April des Jahres die Slasher-Filmadaption Winnie the Pooh: Blood and Honey an. Regie führte Rhys Frake-Waterfield, der ebenso das Drehbuch schrieb und den Film gemeinsam mit Scott Jeffrey produzierte. Nach Aussage von Waterfield musste das Produktionsteam bei der Entwicklung der Horrorkomödie sehr achtsam sein, für die Geschichte nur Elemente aus dem 1926 veröffentlichten Kinderbuch zu nutzen, da Disney weiterhin die Rechte an ihrer Interpretation Winnie Puuh hielt. So wurde unter anderem das charakteristische rote T-Shirt der titelgebenden Hauptfigur Winnie Puuh gegen einen Holzfälleranzug getauscht und auf den Gebrauch der urheberrechtlich geschützten Figur Tieger verzichtet. Waterfield gab überdies an, dass das Publikum aufgrund des nur begrenzten Budgets keine Produktion auf Hollywood-Niveau erwarten solle. Als Inspirationsquellen dienten ihm unter anderem Horrorfilmreihen wie Wrong-Turn, Halloween oder Texas Chainsaw Massacre.

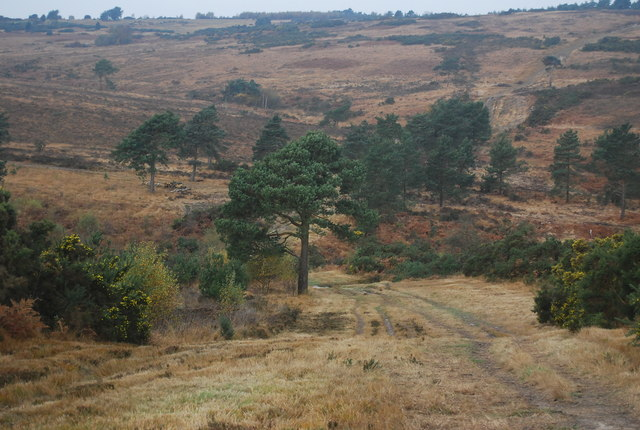
Der Ashdown Forest in East Sussex, Inspirationsquelle für die Buchvorlage von A. A. Milne und Drehort des Films

Die titelgebende Hauptfigur Winnie Puuh wurde von Craig David Dowsett verkörpert, während Chris Cordell als Ferkel zu sehen ist. Beide Schauspieler trugen am Filmset Silikonmasken. Nikolai Leon spielt Christopher Robin, den menschlichen Besitzer von Winnie Puuh und Ferkel. Weitere Darsteller sind Amber Doig-Thorne, Maria Taylor, Natasha Tosini, Danielle Ronald, May Kelly und Natasha Rose Mills.  Regisseur Waterfield gab an, dass Teile der Besetzung aus Angst um ihre Karrieren zunächst nicht am Film mitwirken wollten.
Die Dreharbeiten mit Kameramann Vince Knight begannen Ende April 2022 und erfolgten für zehn Tage in der Region rund um den britischen Ashdown Forest, der für Buchautor Milne einst als Inspirationsquelle für den Hundert-Morgen-Wald diente. Das Budget betrug weniger als 100.000 US-Dollar. Die Filmmusik komponierte Andrew Scott Bell, der für seinen Score eine vom Geigenbauer Tyler Thackray erschaffene Violine nutzte, deren Inneres aus einer von Bienen gebauten Wabe bestand.

## Veröffentlichung
Erste Bilder wurden im Mai 2022 veröffentlicht und lösten einen Internethype rund um das Filmprojekt aus. Regisseur Waterfield ließ daraufhin zunächst verlauten, dass man die Postproduktion beschleunigen und Winnie the Pooh: Blood and Honey bereits in den nächsten Monaten veröffentlichen wolle. Aufgrund des anhaltenden medialen Interesses wurde dieser Plan allerdings verworfen, da Waterfield den Film weiter verbessern und neue Szenen hinzufügen wollte, was zusätzliche Nachdrehs erforderte. Auch die zunächst angestrebte digitale Veröffentlichung im Oktober 2022 wurde abgesagt, da es verschiedene Interessenten für weltweite Kinoveröffentlichungen gab.
Ein Trailer zum Film wurde am 31. August 2022 veröffentlicht; ein zweiter folgte am 5. Januar 2023. Die Weltpremiere erfolgte am 26. Januar 2023 in Mexiko. Bereits zuvor sicherte sich Fathom Events im November 2022 die US-amerikanischen Vertriebsrechte und wollte Winnie the Pooh: Blood and Honey ursprünglich am 15. Februar 2023 für nur einen Tag in hunderte US-Kinos bringen. Gleichzeitig wurde der Film in Kanada an Cineplex und im Vereinigten Königreich an Altitude verkauft. Aufgrund des großen Zuschauerinteresses wurden die Kinoaufführungen später bis zum 23. Februar 2023 verlängert, wobei Winnie the Pooh: Blood and Honey in über 1.500 US-Kinos gezeigt wurde. Der deutsche Kinostart erfolgte am 11. Mai 2023.
In Hongkong und Macau wurde Winnie the Pooh: Blood and Honey nur wenige Tage vor der geplanten Veröffentlichung aus dem Programm vieler Kinos genommen, obwohl eine geschnittene Filmversion ohne Großteile des Gores zuvor eine Freigabe der lokalen Zensurbehörde erhalten hatte. Spekulationen über die Hintergründe vermuteten vor allem politischen Druck seitens China, wo Winnie Puuh im Zuge der Veröffentlichung von Christopher Robin (2018) zu einem Symbol des Widerstandes gegen die Kommunistische Einheitspartei wurde und es daraufhin zu einem inoffiziellen Verbot der Figur kam.

## Synchronisation
Die deutschsprachige Synchronisation entstand nach einem Dialogbuch von Philip Süß und unter der Dialogregie von Peter Lontzek bei Think Global Media.
| Rolle             | Darsteller                | Synchronsprecher |
| ----------------- | ------------------------- | ---------------- |
| Christopher Robin | Nikolai Leon              | Konrad Bösherz   |
| Christopher Robin | Frederick Dallaway (jung) | Francis Fanselow |
| Maria             | Maria Taylor              | Birte Baumgardt  |
| Jessica           | Natasha Rose Mills        | Janin Stenzel    |
| Alice             | Amber Doig-Thorne         | Franziska Trunte |
| Zoe               | Danielle Ronald           | Noemi Ferrari    |
| Lara              | Natasha Tosini            | Betty Förster    |
| Tina              | May Kelly                 | Karolina Nägele  |
| Mary Robin        | Paula Coiz                | Rieke Werner     |
| Logan             | Richard D. Myers          | Oliver Stritzel  |
| John              | Jase Rivers               | Peter Lontzek    |
| Therapeutin       | Gillian Broderick         | Agnes Hilpert    |
| Erzähler          | Toby Wynn-Davies          | Roland Hemmo     |

## Rezeption

### Kritiken
Erste Zuschauerreaktionen nach Ankündigung des Filmprojekts waren zwiegespalten. Während die Slasher-Filmadaption der Kindergeschichte insbesondere innerhalb der Horrorszene begrüßt wurde und ein regelrechter Internethype entstand, warfen einige Fans der Buchvorlage Regisseur Rhys Frake-Waterfield vor, ihre Kindheit mit dem Film zu zerstören. Auch erste Kritiken nach der Veröffentlichung fielen fast ausschließlich negativ aus und bezeichneten Winnie the Pooh: Blood and Honey teilweise als „schlechtesten Film aller Zeiten“, auch wenn das Werk aufgrund seiner Lächerlichkeit einen Kultstatus im Stile von The Room bekommen könnte.
Winnie the Pooh: Blood and Honey konnte nur 3 % der 61 bei Rotten Tomatoes gelisteten Kritiker überzeugen und erhielt dabei eine durchschnittliche Bewertung von 2,2 von 10 Punkten. Bei Metacritic erhielt der Film basierend auf 19 Kritiken einen Metascore von 16 von 100 möglichen Punkten.
Zu einem recht wohlwollenden Urteil gelangt Luke Y. Thompson vom A.V. Club, für den Winnie the Pooh: Blood and Honey das liefere, was er verspreche und was man von einem Slasher-Film erwarten könne. Die Horroradaption sei schlau genug, um zumindest einige Slasher-Klischees zu umgehen, und habe mit Nikolai Leon die perfekte Besetzung für Christopher Robin gefunden. Kritisiert wird von Thompson hingegen, dass der Film deutlich für ein jüngeres Publikum ausgerichtet sei, kaum Comic Relief zu bieten hätte und die Geschichte insgesamt unübersichtlich wäre und abrupt ende. Als Fazit zieht der Filmkritiker, Winnie the Pooh: Blood and Honey sei kein gehobener Horror und hätte kaum Handlung, habe allerdings auch nie etwas anderes behauptet.
Zwiegespalten steht Christian Zilko von IndieWire dem Film gegenüber, da sich Winnie the Pooh: Blood and Honey zwar eine extrem niedrige Messlatte selbst setzte, diese aber vollends erfüllen könne. Handwerklich sei der Low-Budget-Film hochwertig umgesetzt und könne durch die absurdesten Situationen auch mehr oder weniger Spaß bieten. Die Produktion wirke dabei wie eine Rückkehr in eine Zeit des einfachen Filmemachens, in der Filme noch Alleinstellungsmerkmale hatten. Winnie the Pooh: Blood and Honey verschwende sein Horrorpotential jedoch und wirke durch viele kleine Logiklöcher in der Handlung nur noch wie ein generischer Slasher. Dennoch sei es lobenswert, dass ein so absichtlich schwachsinniger Film zu einem wichtigen Ereignis in der Geschichte der Public Domain werden könnte.
Enttäuscht zeigt sich Kyle Turner von der New York Times, für den Regisseur Rhys Frake-Waterfield aus der Horroradaption nicht viel herausholen könne. Obwohl der Filmemacher zeitweise sein gutes Auge für Komposition unter Beweis stelle, nutze er die Prämisse des Films kaum aus. Winnie the Pooh: Blood and Honey springe stattdessen mit nur wenig Lust von einem Slasher-Klischee zum nächsten und sei daher recht fadenscheinig. Die Adaption sei dabei weder aufregend genug, um ein guter Horrorfilm zu sein, noch wirklich lustig.
Ein vernichtendes Fazit zieht Dennis Harvey von Variety, für den Winnie the Pooh: Blood and Honey ein unerträglicher, billiger Horrorfilm und eine unfähige sowie unlustige „Pseudo-Parodie“ sei. Der amateurhafte Film erfülle nicht einmal die grundlegendsten Erwartungen und verfüge nicht über die nötige Intelligenz, die Inspirationsquelle tatsächlich zu verspotten. Ebenso tue die Adaption nichts anderes dafür, um tatsächlich wie im Pu-der-Bär-Universum angesiedelt zu wirken, als dies ständig zu betonen und seinen beiden Hauptdarstellern zwei Tiermasken aufzusetzen. Die Schauspieler seien dabei allesamt schlecht, ihre Figuren schablonenhaft und ohne eigene Identität. Zum miserablen Gesamtergebnis passe auch, dass die beste Szene die nicht gerade überzeugend animierte Montage zu Beginn des Films sei.

### Einspielergebnis
Die weltweiten Einnahmen aus Kinovorführungen belaufen sich auf 7,7 Millionen US-Dollar, von denen der Film allein 2,1 Millionen im nordamerikanischen Raum einspielen konnte. Damit konnte Winnie the Pooh: Blood and Honey ein Vielfaches seines Mikrobudgets erwirtschaften.

### Auszeichnungen
Goldene Himbeere 2024
- Auszeichnung als Schlechtester Film
- Auszeichnung als Schlechteste Neuverfilmung oder billigster Abklatsch
- Auszeichnung für die Schlechteste Regie (Rhys Frake-Waterfield)
- Auszeichnung für das Schlechteste Drehbuch (Rhys Frake-Waterfield)
- Auszeichnung als Schlechteste Filmpaarung (Winnie Puuh & Ferkel als blutrünstige Slasher-Killer)

## Fortsetzung
Im November 2022 bestätigte Regisseur und Drehbuchautor Rhys Frake-Waterfield, dass es erste Pläne für eine Fortsetzung gebe, die im Januar 2023 offiziell unter dem Titel Winnie the Pooh: Blood and Honey 2 angekündigt wurde. Die Dreharbeiten begannen im Herbst 2023 und hatten ein höheres Budget als der Vorgängerfilm zur Verfügung. Die Fortsetzung ist Teil eines von Waterfield erschaffenen Filmuniversums, in der auch andere bekannte Kindergeschichten als Horrorfilm adaptiert wurden. Zu den weiteren Titeln gehören so Peter Pan’s Neverland Nightmare und Bambi: Die Abrechnung. Winnie the Pooh: Blood and Honey 2 kam im März 2024 in die US-amerikanischen Kinos.